# NGC 6843
NGC 6843 – gromada otwarta znajdująca się w gwiazdozbiorze Orła. Odkrył ją John Herschel 29 lipca 1829 roku. Znajduje się w odległości ok. 6344 lat świetlnych od Słońca oraz 24,3 tys. lat świetlnych od centrum Galaktyki.